# Tina Kandelaki
Pour les articles homonymes, voir Kandelaki.
Tina Kandelaki (née le 10 novembre 1975 à Tbilissi) est une journaliste et présentatrice de télévision russe.
En 2005, elle joue le rôle d'Ariane dans la version du livre audio Minotaure.com: Le heaume d'horreur de l'écrivain russe Viktor Pelevine.
Le 26 novembre 2006, elle fut impliquée dans un accident de voiture à Nice alors qu'elle était passagère de la Ferrari Enzo conduite par l'homme d'affaires Suleyman Kerimov.

## Biographie
Tina est née à Tbilissi le 10 novembre 1975.
Son père, Givi Chalvovitch Kandelaki (décédé le 1er mai 2009), du clan Kandelaki était un Géorgien d'origine grecque. Économiste de profession, il a travaillé comme directeur d'un marché de légumes en gros à Tbilissi et après sa retraite, il a vécu avec sa femme à Moscou.
Sa mère — Elvira Gueorguievna Kandelaki (née Alaverdyan) — Arménienne, a travaillé à Tbilissi comme narcologue.
Le 16 fdécembre 2024, elle est sanctionnée par l'Union européenne, au motif qu'elle est une peronnalité  
| "qui se sert de sa popularité et de son influence dans la sphère publique pour se faire l’écho de la propagande russe et justifier la guerre d’agression russe en cours contre l’Ukraine. Elle faisait partie des personnalités qui se sont produites lors du concert organisé le 18 mars 2022 au stade Luzhniki, qui a marqué le huitième anniversaire de l’annexion illégale de la Crimée et a servi de symbole de soutien à la guerre en cours en Ukraine. Après 2014, elle a pleinement soutenu l’annexion illégale de la Crimée. En outre, elle est directrice générale adjointe de Gazprom Media Holding, société regroupant plusieurs médias qui diffusent la propagande anti-ukrainienne et justifient l’agression russe contre l’Ukraine. Plusieurs chaînes de télévision détenues et dirigées par Gazprom Media Holding ont remplacé les chaînes de télévision ukrainiennes sur des fréquences locales précédemment saisies de force par les Russes après l’invasion de la Crimée par la Russie, et ont donc participé activement au processus d’annexion illégale de la Crimée. Par conséquent, Tinatin Givievna Kandelaki est responsable d’actions ou de politiques du gouvernement de la Fédération de Russie qui compromettent ou menacent la démocratie, l’état de droit, la stabilité ou la sécurité de l’Union, ou d’un ou de plusieurs de ses États membres, d’une organisation internationale ou d’un pays tiers, ou qui compromettent ou menacent la souveraineté ou l’indépendance d’un ou de plusieurs de ses États membres, ou d’un pays tiers, ou met en œuvre ou soutient de telles actions ou politiques ou en tire avantage, en organisant ou dirigeant l’utilisation de la manipulation coordonnée de l’information et de l’ingérence, ou en participant, directement ou indirectement, à une telle utilisation, en la soutenant ou en la facilitant de quelque autre manière." | 1 |

## Vie privée
Avec son ex-mari (jusqu'en 2010) - homme d'affaires Andreï Anatolievitch Kondrakhine (né le 30 septembre 1975), artiste, copropriétaire de la clinique multidisciplinaire ASKON, ils ont eu deux enfants: une fille, Melania Kondrakhina (née le 11 janvier 2000) et un fils, Leonty Kondrakhine (né le 28 avril 2001),,,,.
Son deuxième mari (depuis 2014) est Vassili Brovko (né le 6 février 1987), l'un des fondateurs des sociétés Apostol et AM-Invest, directeur de la communication et de la recherche stratégique de la société d'État de Rostec.

## Crédits
- (ru) Cet article est partiellement ou en totalité issu de l’article de Wikipédia en russe intitulé « Канделаки, Тина » (voir la liste des auteurs).